# Sounthone Pathammavong
Sounthone Pathammavong est un homme politique laotien né en 1911 à Vientiane et mort en 1985. Il est Premier Ministre du Laos entre 1959 et 1960.